# Chodová Planá
Chodová Planá – gmina w Czechach, w powiecie Tachov, w kraju pilzneńskim. Według danych z dnia 1 stycznia 2013 liczyła 1 880 mieszkańców.

## Podział gminy
- Chodová Planá
- Boněnov
- Dolní Kramolín
- Holubín
- Hostíčkov
- Michalovy Hory
- Pístov
- Výškov
- Výškovice